# Cesare Correnti
Cesare Correnti, né à Milan le 3 janvier 1815, mort à Lesa le 4 octobre 1888, est un patriote et un homme politique italien, sénateur du royaume d'Italie lors de la XVIe législature.

## Biographie
Cesare Correnti fait ses études à l'université de Pavie. Il est admis en 1833 dans le collège Ghislieri où, grâce à des amitiés et des lectures clandestines, il cultive ses idées politiques et patriotiques. Il devient le collaborateur de la revue Rivista europea.
Cesare s'oppose à la présence autrichienne et, en 1847, il publie de manière anonyme l'Austria e la Lombardia qui est un réquisitoire contre le pouvoir autrichien. Il est un des agitateurs des cinq journées de Milan mais entretient de mauvais rapport avec un autre leader de l'insurrection, Carlo Cattaneo.
Par la suite, il devient président de la Société royale de géographique italienne de 1873 à 1879.
Il est ministre de l'Instruction publique du royaume d'Italie dans les gouvernements Ricasoli II et Lanza, mais il démissionne de cette dernière charge en raison d'accusation d'anticléricalisme. Par la suite, il présente un projet de loi pour favoriser l'instruction élémentaire obligatoire.

## Distinction
| : chevalier grand-croix de l'ordre des Saints-Maurice-et-Lazare |

| : chevalier de l'ordre civil de Savoie |

| : chevalier grand-croix de l'ordre de la Couronne d'Italie |

| : officier de l'ordre national de la Légion d'honneur |

## Ses œuvres
- Cesare Correnti, L'Austria e la Lombardia 1847, original à la Biblioteca Pubblica Bavarese
- Cesare Correnti, I dieci giorni dell'insurrezione di Brescia nel 1849 G. Marzorati, 1849, original à l'université Harvard

## Sources
- (it) Cet article est partiellement ou en totalité issu de l’article de Wikipédia en italien intitulé « Cesare Correnti » (voir la liste des auteurs).